# Karcsú galléros cápa
A karcsú galléros cápa (Chlamydoselachus anguineus) a porcos halak (Chondrichthyes) osztályának szürkecápa-alakúak (Hexanchiformes) rendjébe, ezen belül a galléroscápa-félék (Chlamydoselachidae) családjába tartozó típusfaj.
A mélytengerek lakója ez az élő kövület, egyike azoknak a primitív fajoknak, amik szinte semmit sem változtak a prehistorikus idők óta. Sokáig a galléroscápa-félék családjának egyetlen élő képviselőjeként tartották számon, míg 2009-ben a dél-afrikai galléros cápa külön fajként lett leírva Chlamydoselachus africana. A család egyéb tagjainak fogait is megtalálták, de ezek mára már kihaltak. A galléros cápát is sokáig kihaltnak hitték, hiszen csak a 19. században Japánban fedezték fel. 2007-ben egy nőstényt találtak Tokiótól délnyugatra a japán partoknál. Ez a példány nemsokára elpusztult valószínűleg az alacsony nyomás és a magas hőmérséklet következtében.

## Megjelenése
A karcsú galléros cápa hasonlít az angolnákhoz de hat kopoltyúnyílása alapján könnyen felismerhető, hogy cápa. Színe barnásszürke. A kifejlett hímek egyméteresek, a nőstények a másfél méter hosszúságot is elérhetik, de mértek már kétméterest is. Fogai kicsik, háromágúak és nagyon élesek. Ragadozó életmódot folytat. Szájnyílásuk végállású, amely egy pleziomorf (ősi) jelleg, ez alapján is jogos az a feltételezés, hogy az ősi taxonok közé tartozik a család. Orrnyílásaik elhelyezkedése is ősi bélyegeket hordoz, ugyanis azok nem alsó állásúak és lefelé tekintenek, hanem oldalsó állásúak, a szemek alatt helyezkednek el.

## Galéria

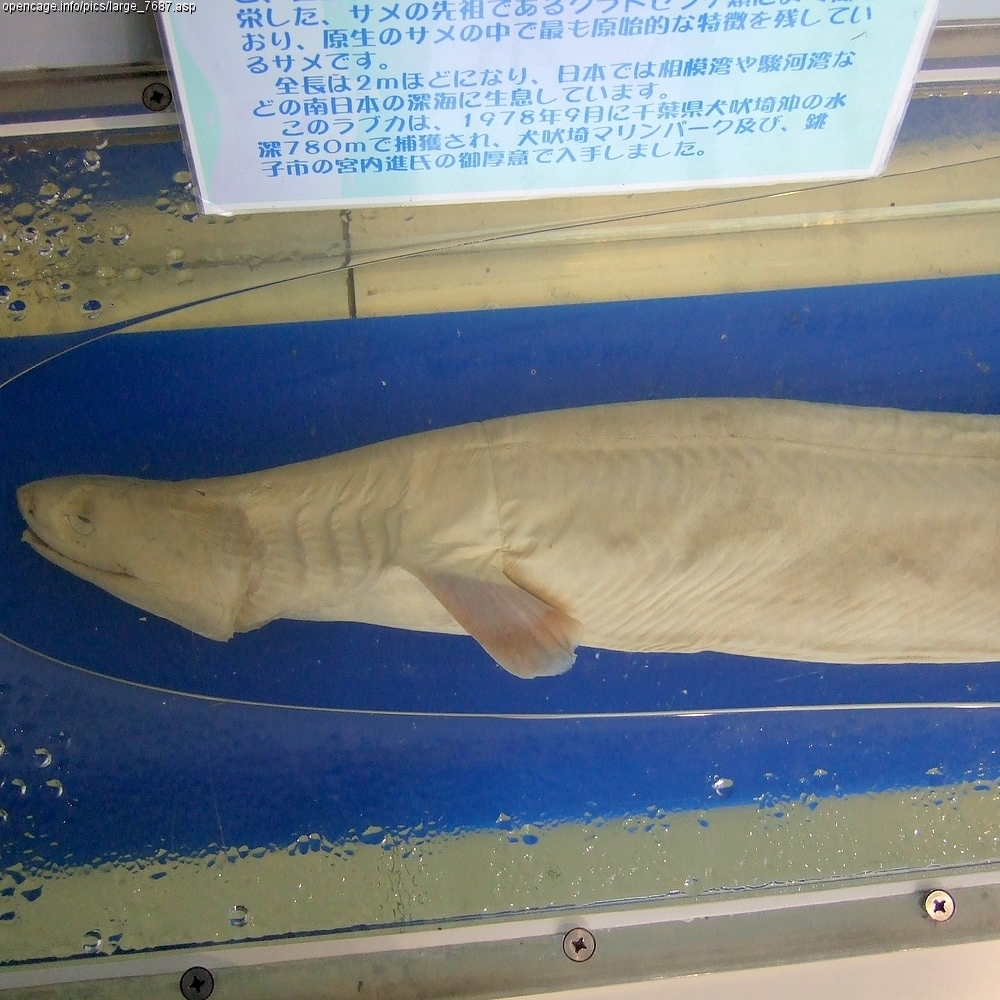
Preparátum
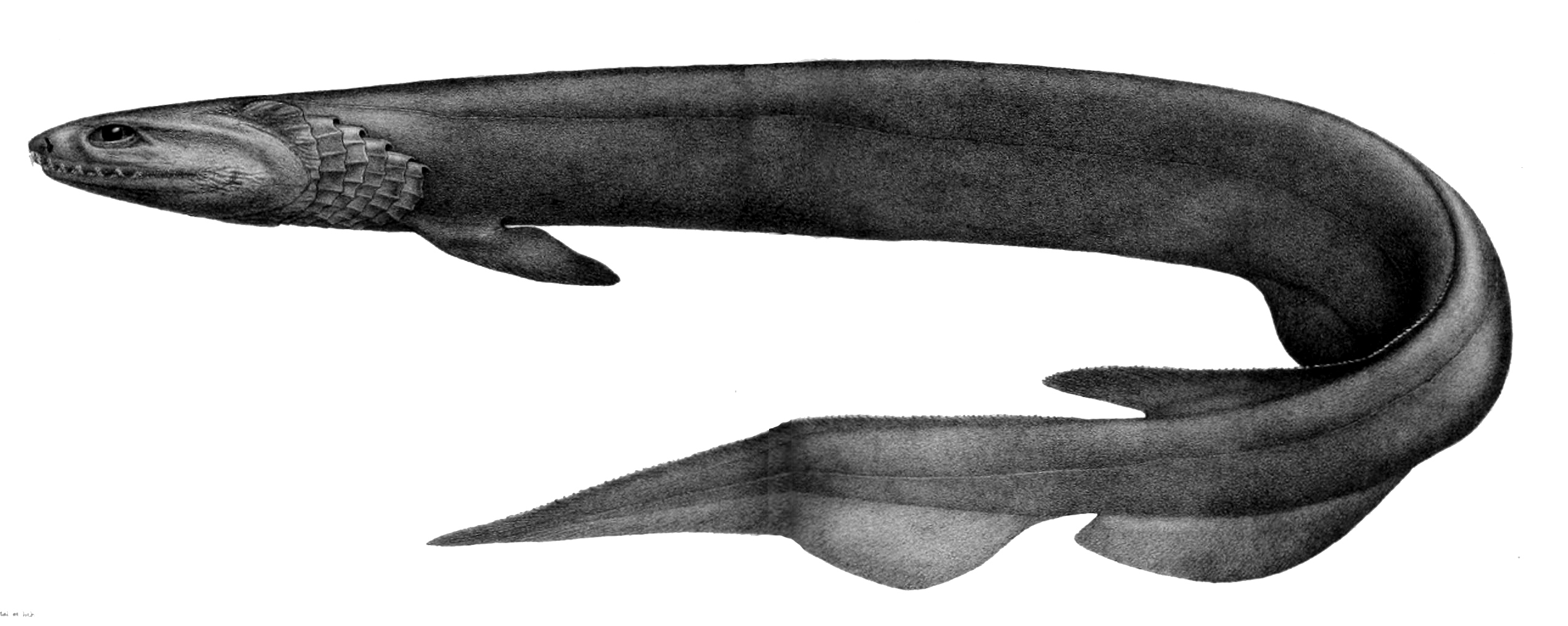
1887-es illusztráció a fajról
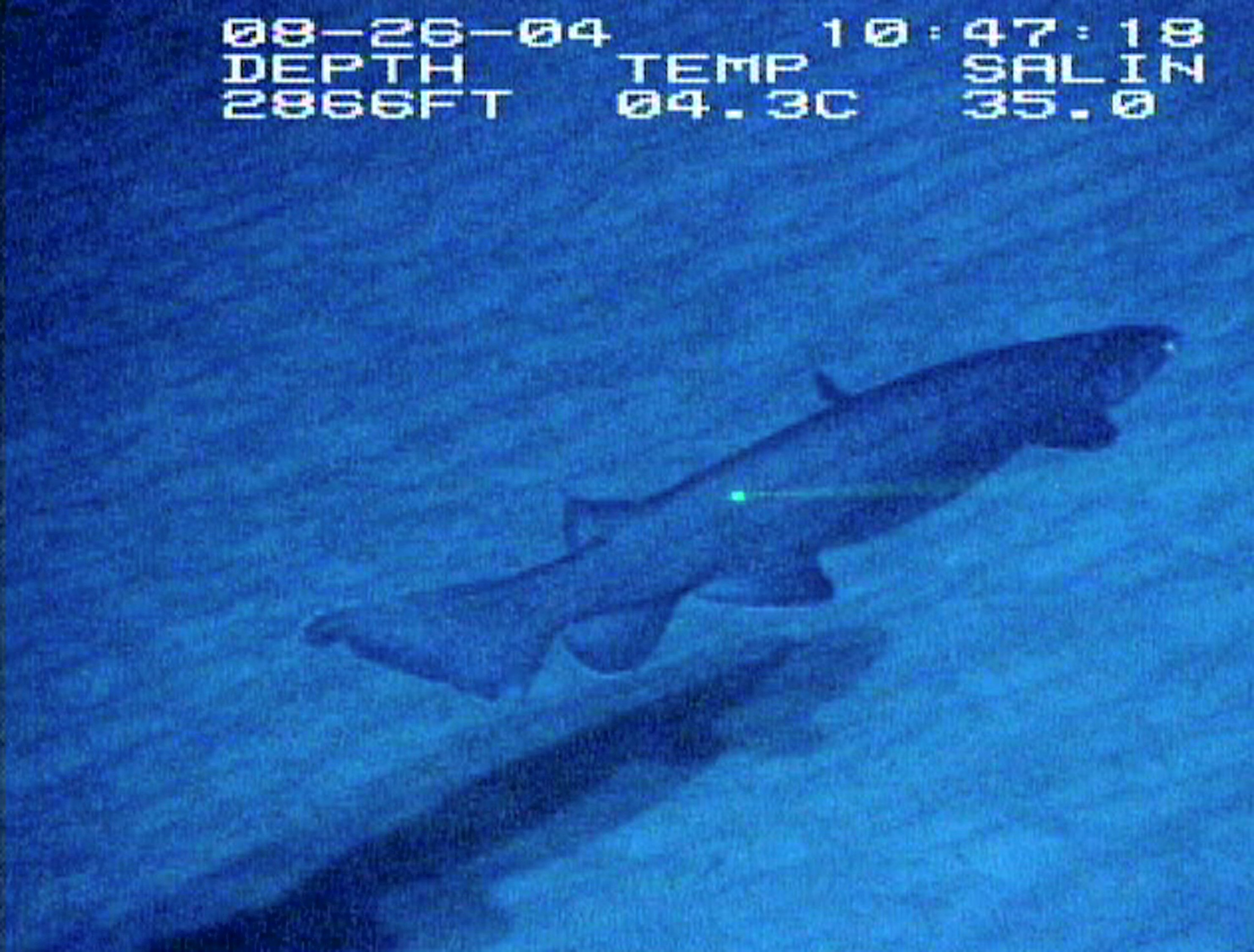
Egy képkocka az első videofelvételből, amely a faj természetes élőhelyén készült

### Fordítás
- Ez a szócikk részben vagy egészben  a   Frilled shark című angol Wikipédia-szócikk fordításán alapul.  Az eredeti cikk szerkesztőit annak laptörténete sorolja fel. Ez a jelzés csupán a megfogalmazás eredetét és a szerzői jogokat jelzi, nem szolgál a cikkben szereplő információk forrásmegjelöléseként.

### Internetes leírások a karcsú galléros cápáról
- A faj adatlapja a FishBase oldalán. FishBase. (Hozzáférés: 2013. július 17.)
- Frill Shark Chlamydoselachus anguineus Garman, 1884. BioLib.cz. (Hozzáférés: 2013. július 17.)
- A taxon adatlapja az ITIS adatbázisában. Integrated Taxonomic Information System. (Hozzáférés: 2013. július 17.)
- Chlamydoselachus anguineus Garman, 1884 (angol nyelven). WORMS World Register of Marine Species. (Hozzáférés: 2013. július 17.)
- Chlamydoselachus anguineus Frill-gilled Shark (angol nyelven). Encyclopedia of Life. (Hozzáférés: 2013. július 17.)